# Epicadinus villosus
Epicadinus villosus là một loài nhện trong họ Thomisidae.
Loài này thuộc chi Epicadinus. Epicadinus villosus được Cândido Firmino de Mello-Leitão miêu tả năm 1929.